# Tomo Yanagishita
Tomo Yanagishita (柳下 大 Yanagishita Tomo?,  Prefectura de Kanagawa, Japón, 3 de junio de 1988) es un actor japonés retirado, previamente afiliado a Watanabe Entertainment. Desde 2006, Yanagishita es miembro del grupo actoral D-Boys, así como también exmiembro de la subunidad D-Date. Su última presentación con D-Date fue el 29 de junio de 2012 durante la gira en vivo del grupo, en el Tokyo Dome City Hall.

## Biografía
Yanagishita nació el 3 de junio de 1988 en la prefectura de Kanagawa, Japón. Asistió a la misma escuela secundaria que el actor Masataka Kubota, lo que eventualmente le inspiraría a ingresar a la industria del entretenimiento. En septiembre de 2006, ganó el Grand Prix durante la tercera audición de D-Boys de Watanabe Entertainment y se convirtió en miembro oficial del grupo. En el invierno del mismo año, Yanagishita consiguió el papel de Kaoru Kaidō en la serie de musicales de The Prince of Tennis, como parte del elenco de la tercera generación. Debutó como Kaidō el 13 de diciembre de 2006 con el musical  Absolute King Rikkai feat. Rokkaku ~ First Service.
A diferencia del resto de sus compañeros de The Prince of Tennis, Yanagishita no se graduó y permaneció como actor alternativo junto con el reparto de la cuarta generación. Compartió el papel de Kaidō con Yūichirō Hirata, quien había sido elegido como el nuevo Kaidō durante dos musicales: The Progressive Match Higa Chuu feat. Rikkai y Dream Live 5th, tomando turnos para diferentes actuaciones. Yanagishita se graduó de su papel como Kaidō tras la última actuación del concierto en vivo, Dream Live 5th. Durante su carrera en la serie, trabajó con miembros de D-Boy, incluyendo a Tetsuya Makita, Kōji Seto y Masato Wada. 

## Filmografía

### Televisión
| Año  | Título                                            | Papel            | Notas                                         |  |
| ---- | ------------------------------------------------- | ---------------- | --------------------------------------------- |  |
| 2007 | Sunadokei                                         | Yousuke Sonoda   | Episodios 18-21, 26, 31, 33, 38, 41 y 43      |  |
| 2007 | Nozokiya                                          | Takeshi          | Episodios 10-12                               |  |
| 2007 | Ren'ai Shindan: Tsubasa no Kakera                 | Tsubasa Amano    | Episodios 1-3                                 |  |
| 2007 | Yonimo Kimyona Monogatari                         | Ichinose         | Episodio: '07 Special Edition "Alumni Future" |  |
| 2008 | Mikon Six Sisters 2                               | Takashi          |                                               |  |
| 2008 | 100 Views of Romantic Love                        | Él mismo         | Episodio 98, TV Asahi                         |  |
| 2008 | Akai Ito                                          | Fujiwara Natsuki |                                               |  |
| 2008 | Ijiwaru Baasan                                    | Invitado         | Episodio 9                                    |  |
| 2009 | Inochi no Baton ~ Saikou no Jinsei no Owarikata ~ | Hayato Ito       |                                               |  |
| 2009 | Samurai High School                               | Wada Daisuke     |                                               |  |
| 2010 | Shinsengumi Peacemaker                            | Okita Soji       |                                               |  |
| 2010 | Tumbling                                          | Mizusawa Taku    | TBS                                           |  |
| 2011 | Hanazakari no kimitachi e °                       | Kayashima Taiki  |                                               |  |
| 2012 | Akko to Bokura ga Ikita Natsu                     | Nakane Yoshiyuki |                                               |  |

### Películas
| Año  | Título                                             | Papel                 | Notas                    |
| ---- | -------------------------------------------------- | --------------------- | ------------------------ |
| 2006 | Detective Conan: Kudo Shinichi's Written Challenge | Compañero de Shinichi | Película para televisión |
| 2007 | Takumi-kun Series: Soshite Harukaze ni Sasayaite   | Takumi Hayama         | Principal                |
| 2008 | Bura bura ban ban                                  | N/A                   |                          |
| 2008 | Taiga Roman: Danjo Gyakuten Yoshiwara Yuukaku      | Kojiro / Takao        |                          |
| 2008 | Drift 05                                           | N/A                   |                          |
| 2008 | Shakariki                                          | Sin creditar          |                          |
| 2008 | Sakura no Sono                                     | Machida Shuu          |                          |
| 2008 | Akai Ito                                           | Fujiwara Natsuki      |                          |
| 2009 | Sho no Michi                                       | Jinchi                |                          |
| 2011 | Vampire Stories - Brothers                         | Sei                   |                          |

## Teatro
- The Prince of Tennis Musical: Absolute King Rikkai feat. Rokkaku ~ First Service (2006-2007) como Kaoru Kaidō
- The Prince of Tennis Musical: Dream Live 4th (2007) como Kaoru Kaidō
- The Prince of Tennis Musical: Dream Live 4th ~extra~ (2007) como Kaoru Kaidō
- The Prince of Tennis Musical: Absolute King Rikkai feat. Rokkaku ~ Second Service (2007) como Kaoru Kaidō
- The Prince of Tennis Musical: Progressive Match Higa feat. Rikkaidai (2007-2008) como Kaoru Kaidō (rol compartido con Yūichirō Hirata)
- The Prince of Tennis Musical: Dream Live 5th (2008) como Kaoru Kaidō (rol compartido con Yūichirō Hirata)

D-Boys
- 2007 - D-Boys Stage Volume 1 como Yagishita Kiyoshi
- 2008 - D-Boys Stage: The Last Game Volume 2 como Kanemoto Akio
- 2009 - D-Boys Stage: Karasu Volume 3 como Hutoshi Hazime